# Hearts Beat Loud
Hearts Beat Loud (Brasil: Corações Batendo Alto ) é um filme musical de comédia dramática estadunidense de 2018 dirigido por Brett Haley, a partir de um roteiro escrito por Haley e Marc Basch. É estrelado por Nick Offerman, Kiersey Clemons, Ted Danson, Sasha Lane, Blythe Danner e Toni Collette, e segue o dono de uma loja de discos do Brooklyn que tenta convencer sua filha a começar uma banda com ele depois que uma música que gravou se torna viral.
Ele teve sua estreia no Festival Sundance de Cinema de 2018 em 26 de janeiro de 2018 e foi lançado nos Estados Unidos em 8 de junho de 2018 pela Gunpowder & Sky.

## Sinopse
Frank Fisher, um ex-músico que perdeu a mulher em um acidente de bicicleta, é dono de uma loja de vinil falida chamada Red Hook Records, em Brooklyn, Nova York. Sua filha Sam está programada para partir para a Costa Oeste para estudar pré-medicina no final do verão. Apesar do desejo de Sam de estudar e passar um tempo com sua namorada, Rose, Frank incessantemente pede-lhe para tocar música com ele. Durante uma jam session, Sam revela que ela escreveu uma música intitulada “Hearts Beat Loud”. Eles passam a noite gravando e mixando a música inteira. Frank envia a música para Spotify sem a permissão de Sam e se torna um sucesso viral. Frank tenta convencer Sam a começar uma dupla de músicos, mas o último é relutante, desafiador em se tornar um médico. Independentemente disso, Frank adota um nome de banda off-beat “We´re Not a Band” das recusas de Sam. Sam secretamente escreve outra música sobre seu relacionamento com Rose, chamada "Blink (One Million Miles)", enquanto Frank escreve "Everything Must Go", sobre seu negócio de encerramento. Enquanto isso, a proprietária e cliente fiel de Frank, Leslie, oferece uma proposta para salvar Red Hook, remodelando-a com um café para potencialmente atrair mais clientes, ao que Frank é teimosamente hesitante.
Um agente de talentos se aproxima de Frank e oferece a We Not Not Band um contrato de gravação. Frank fica extasiado com a oportunidade, mas Sam a rejeita. Quando Frank menciona a possível visão de aprovação de sua falecida mãe sobre a oportunidade, Sam fica furioso. Desanimado, Frank rejeita amargamente a oferta de Leslie para salvar Red Hook. No último dia de negócios da loja, Frank inicia uma grande venda e pede desculpas a Leslie através de uma mensagem de voz. Ele é visitado por Sam, que com uma mudança de coração convence Frank a tocar música ao vivo com ela enquanto os clientes navegam pela loja. A dupla toca “Hearts Beat Loud”, “Blink (Um Milhão de Milhas)” e “Everything Must Go”, agradando os clientes em constante crescimento, incluindo Leslie e Rose. No final do verão, Red Hook fecha e Frank aceita um emprego em um bar de propriedade de seu melhor amigo, Dave. Sam se muda para a Costa Oeste para começar seus estudos e cantar solo “Hearts Beat Loud” durante um evento de microfone aberto.

## Elenco
- Nick Offerman - Francis James "Frank" Fisher, pai de Sam, filho de Marianne e melhor amigo de Dave
- Kiersey Clemons - Samantha Lee "Sam" Fisher, filha de Frank, neta de Marianne e namorada de Rose
- Toni Collette - Leslie, a proprietária de Frank
- Sasha Lane - Rose, a namorada de Sam
- Ted Danson - Dave, o melhor amigo de Frank
- Blythe Danner - Marianne Fisher, mãe de Frank e avó de Sam

## Produção
Em julho de 2017, Kiersey Clemons se juntou ao elenco do filme, com Brett Haley dirigindo um roteiro que ele co-escreveu com Marc Basch. Houston King, Sam Bisbee e Sam Slater produziram o filme, sob as faixas Burn Later Productions, Houston King Productions e Park Pictures, respectivamente. Nesse mesmo mês, Nick Offerman, Toni Collette, Sasha Lane, Ted Danson e Blythe Danner se juntaram ao elenco do filme. Keegan DeWitt compôs a trilha sonora do filme e todas as músicas originais, incluindo a faixa-título "Hearts Beat Loud".
A filmagem principal começou em agosto de 2017. Foi filmada em Red Hook, Brooklyn, em locais como a cafeteria Baked e o bar Sunny's.

## Lançamento
O filme teve sua estreia no Festival Sundance de Cinema em 26 de janeiro de 2018. Antes, a Sony Pictures Worldwide Acquisitions e a Gunpowder & Sky adquiriram direitos de distribuição internacional e estadunidense ao filme, respectivamente. Foi lançado em 8 de junho de 2018.

## Recepção
Na análise do site Rotten Tomatoes, o filme tem um índice de aprovação de 91% com base em 148 avaliações e uma classificação média de 7,22/10. O consenso crítico do site diz: "Absolutamente doce, confortavelmente familiar e elevado pela química entre Nick Offerman e Kiersey Clemons, Hearts Beat Loud oferece drama de pai e filha". Em Metacritic, o filme tem uma pontuação média ponderada de 65 em 100, com base em 29 críticos, indicando "críticas geralmente favoráveis".